# الجنة على الأرض: الفن من الأراضي الإسلامية
الجنة على الأرض: الفن من الأراضي الإسلامية هو معرض للفن الإسلامي استضافه سومرست هاوس في لندن، في إنجلترا من 25 آذار إلى 22 آب 2004 م. وقد استُمدت الفنون من مجموعتين: مجموعة خليلي للفن الإسلامي الموجودة في المملكة المتحدة (أكبر مجموعة خاصة للفن الإسلامي في العالم) ومتحف الإرميتاج في روسيا.
وضم المعرض مجموعة من الفنون الجميلة والزخرفية من الدول الإسلامية، والتي يعود تاريخها إلى أكثر من ألف عام. وتضمنت الأعمال مخطوطات قرآنية مضيئة، ولوحات، وأعمال معدنية، ومنسوجات، وخزف. وكانت آراء النقاد إيجابية، وأشادوا بجمال وتنوع الأعمال الفنية المعروضة.

## الخلفية
يضم متحف الإرميتاج في سانت بطرسبرغ أكبر مجموعة حكومية روسية للفن الإسلامي. وقد شكل قسمًا للشرق الإسلامي في عام 1920، وفي ذلك العقد، بدأ في إدارة معارض الفن الإسلامي. من عام 2000 إلى عام 2007، اُستخدمَت غرف الإرميتاج في سومرست هاوس في لندن لعرض المعروضات من مجموعات المتحف.
إن مجموعة الخليلي للفن الإسلامي هي واحدة من مجموعات الخليلي الثمانية التي جمعها الباحث والمجمع والمحسن البريطاني من أصل إيراني السير ديفيد الخليلي. وهي أكبر مجموعة خاصة في العالم من الفن الإسلامي، إذ تحتوي على 28 ألف قطعة تغطي الفترة من 700 إلى 2000 م. وقد أُقيمت معارض مأخوذة بالكامل من المجموعة في العديد من البلدان، كما عرضت معارض أخرى أشياء مستعارة.
لقد اتسم الفن الإسلامي المقدس، على مدى جزء كبير من تاريخه، بمنع تصوير الكائنات الحية. اختلفت الثقافات والفترات الزمنية الإسلامية في كيفية تفسيرها لهذا الأمر، إما من حيث تطبيقه بشكل ضيق على الفن الديني أو على الفن ككل. قام الفنانون الإسلاميون بالتعويض عن القيود المفروضة على الفن التصويري باستخدام الخط الزخرفي والأنماط الهندسية وأوراق الشجر المنمقة المعروفة باسم الرقوش.

## المحتوى
استحوذ المعرض على خمس غرف داخل معهد كورتولد للفنون، الذي مقره في سومرست هاوس، وشمل الفن من القرن الثامن إلى القرن التاسع عشر. من الناحية الجغرافية، تراوحت المعروضات في الأصل من الأندلس (إسبانيا) إلى الهند.

تمتد مخطوطات القرآن الكريم من القرن الثامن إلى القرن السادس عشر، وتظهر تطور أنماط الخط العربي والزيادة التدريجية في الزخارف والألوان. وقد تضمنت هذه المجموعة نسخة من المصحف الأزرق الذي يعود تاريخه إلى القرن العاشر، والذي يتميز بوجود أحرف ذهبية على ورق أزرق مصبوغ.

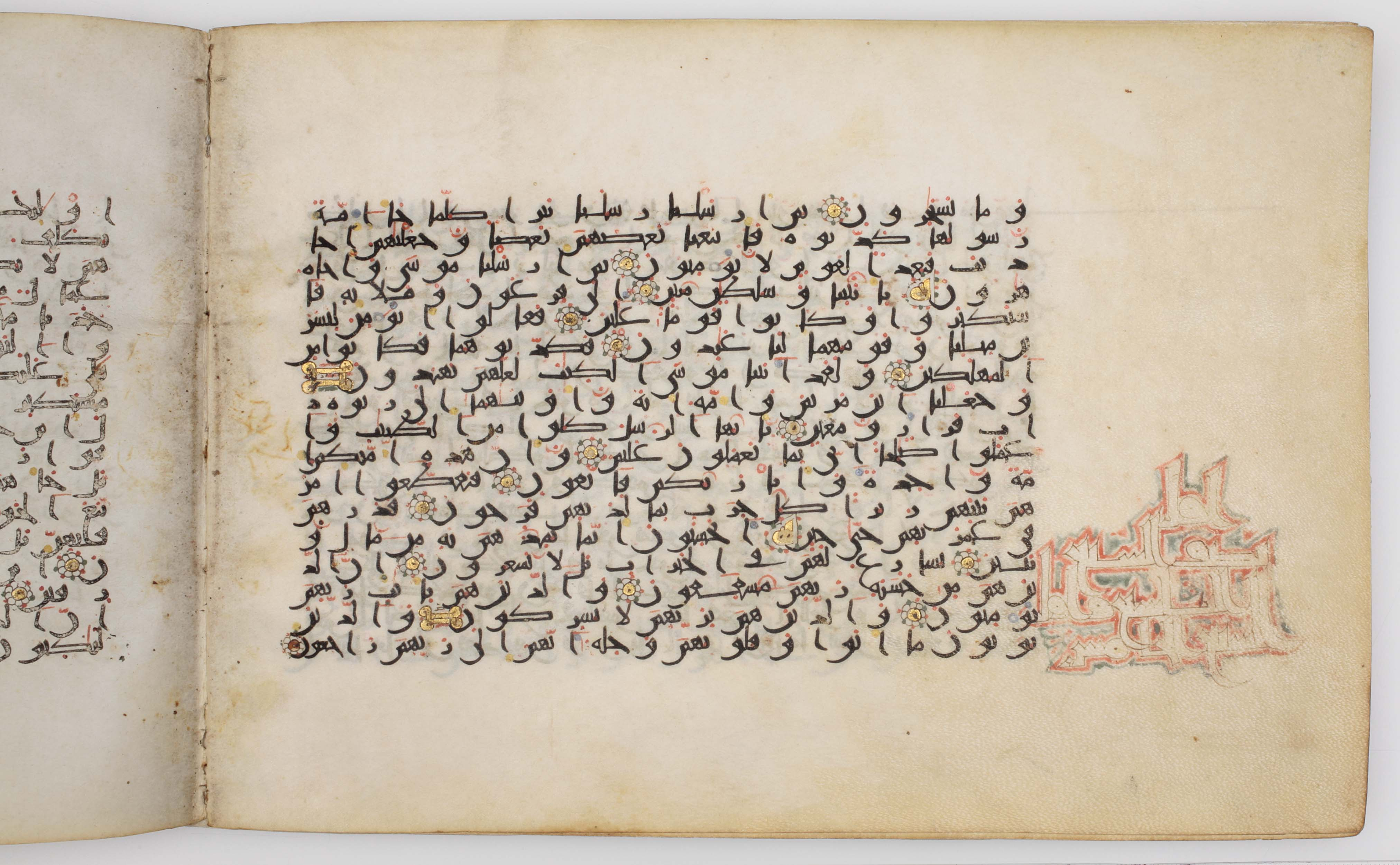
مصحف مستطيل الشكل، باليرمو، يعود تاريخه إلى عام 372 هـ (982-983 م)
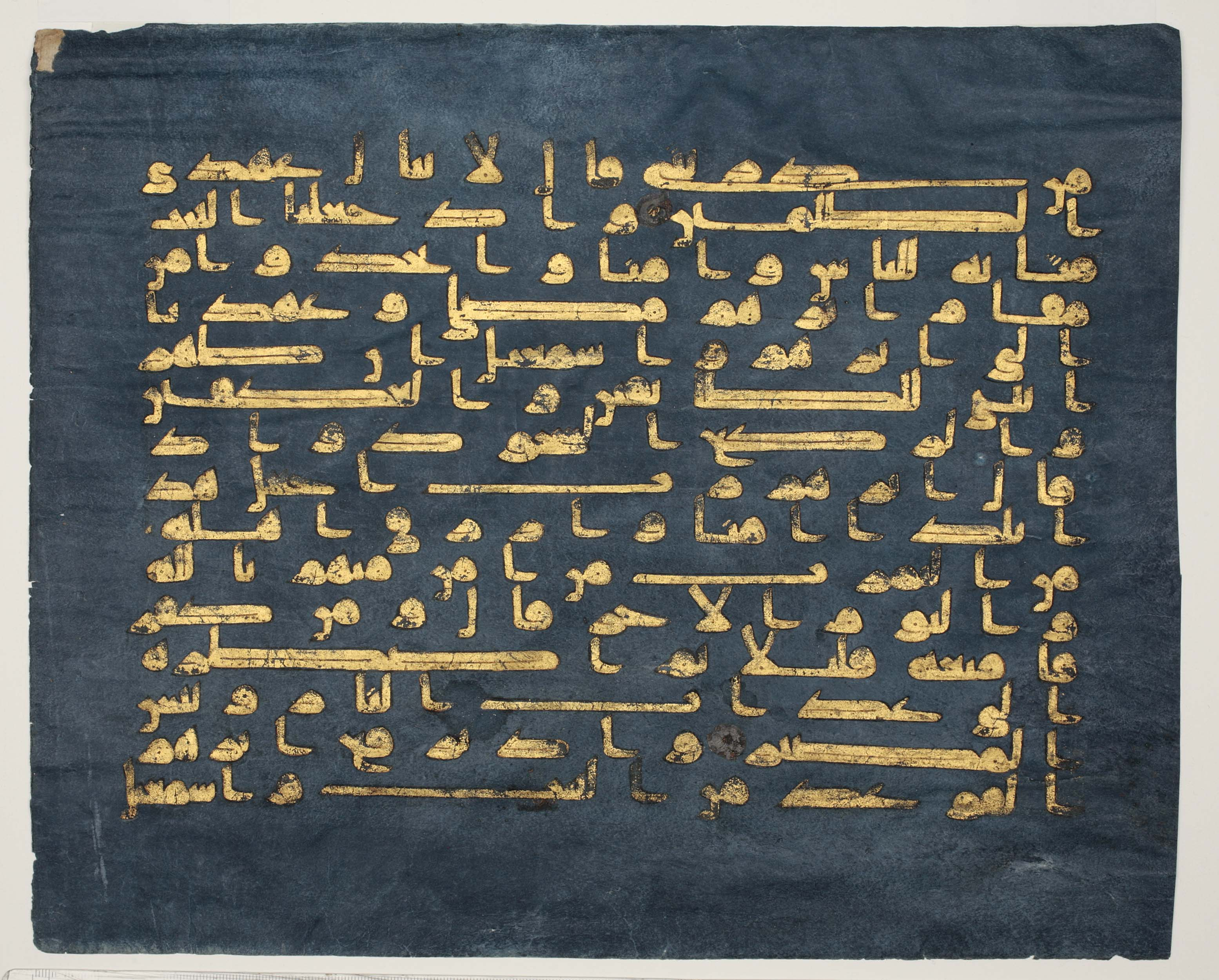
ورقة من المصحف الأزرق، القرن العاشر الميلادي، يعود لشمال أفريقيا أو الأندلس
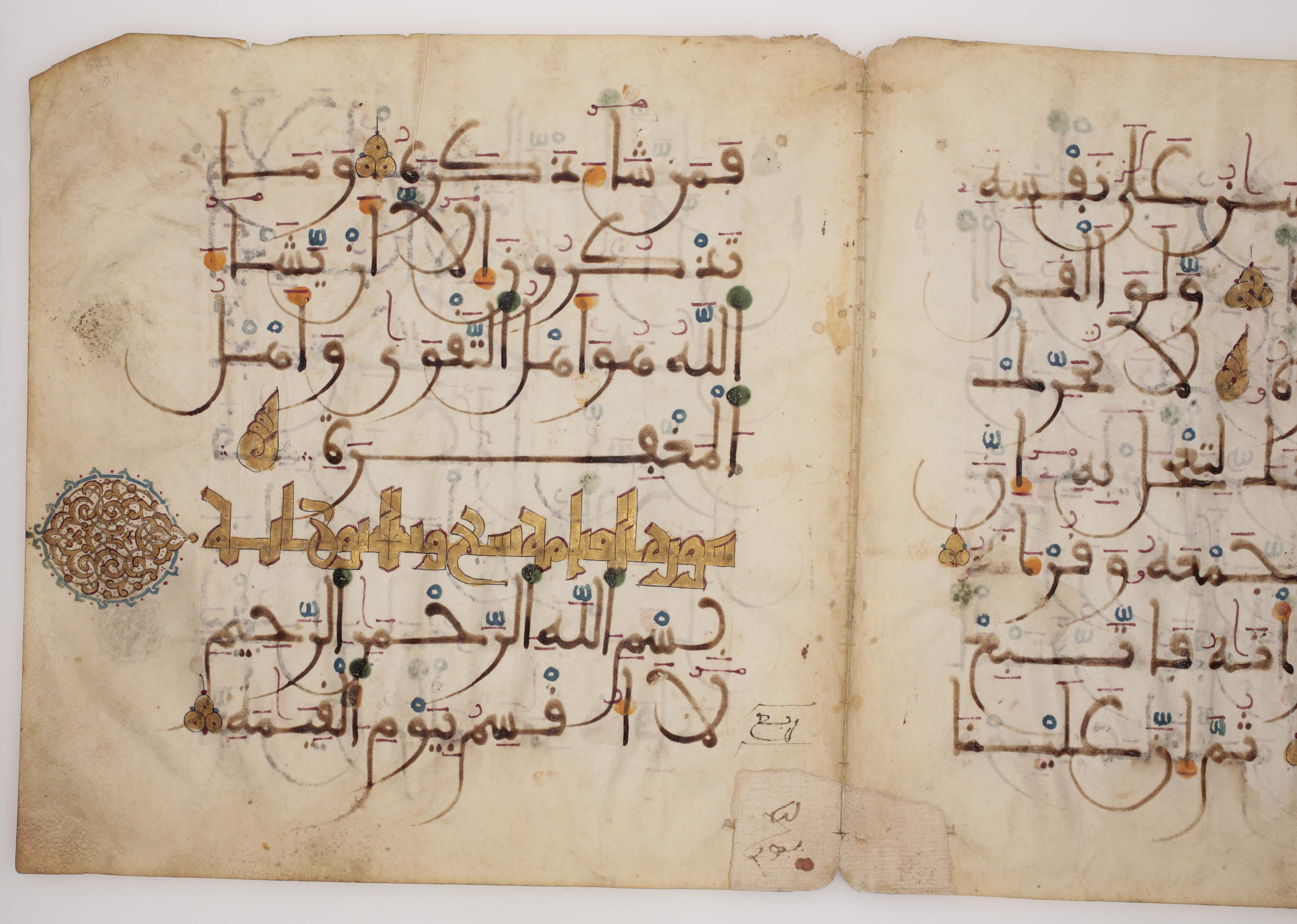
القرآن الكريم بالحبر والذهب ، خط مغربي بالألوان المائية، شمال أفريقيا، ق. 1250–1350 م
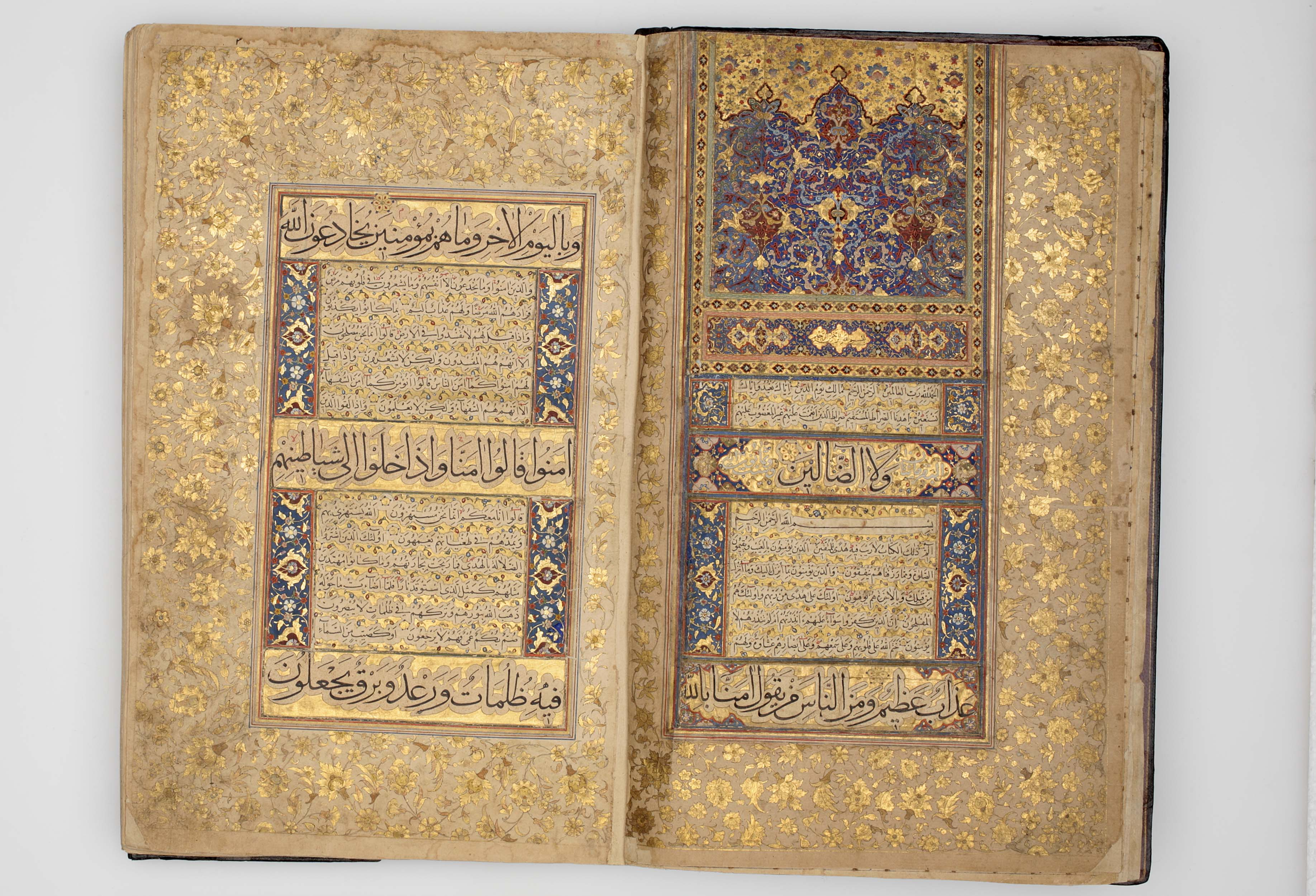
القرآن المغولي من النصف الثاني من القرن السادس عشر

بالإضافة إلى الأواني الفخارية وأوعية عجينة الحجر، تضمنت الفخاريات بلاطات مزخرفة بالخط العربي. إن مجموعة من البلاط من ضريح في ورامين تحتوي على نصوص ذات أنماط هندسية، بما في ذلك اقتباسات من القرآن الكريم، والملحمة الفارسية شاهنامه، والقصيدة الرومانسية مجنون ليلى.

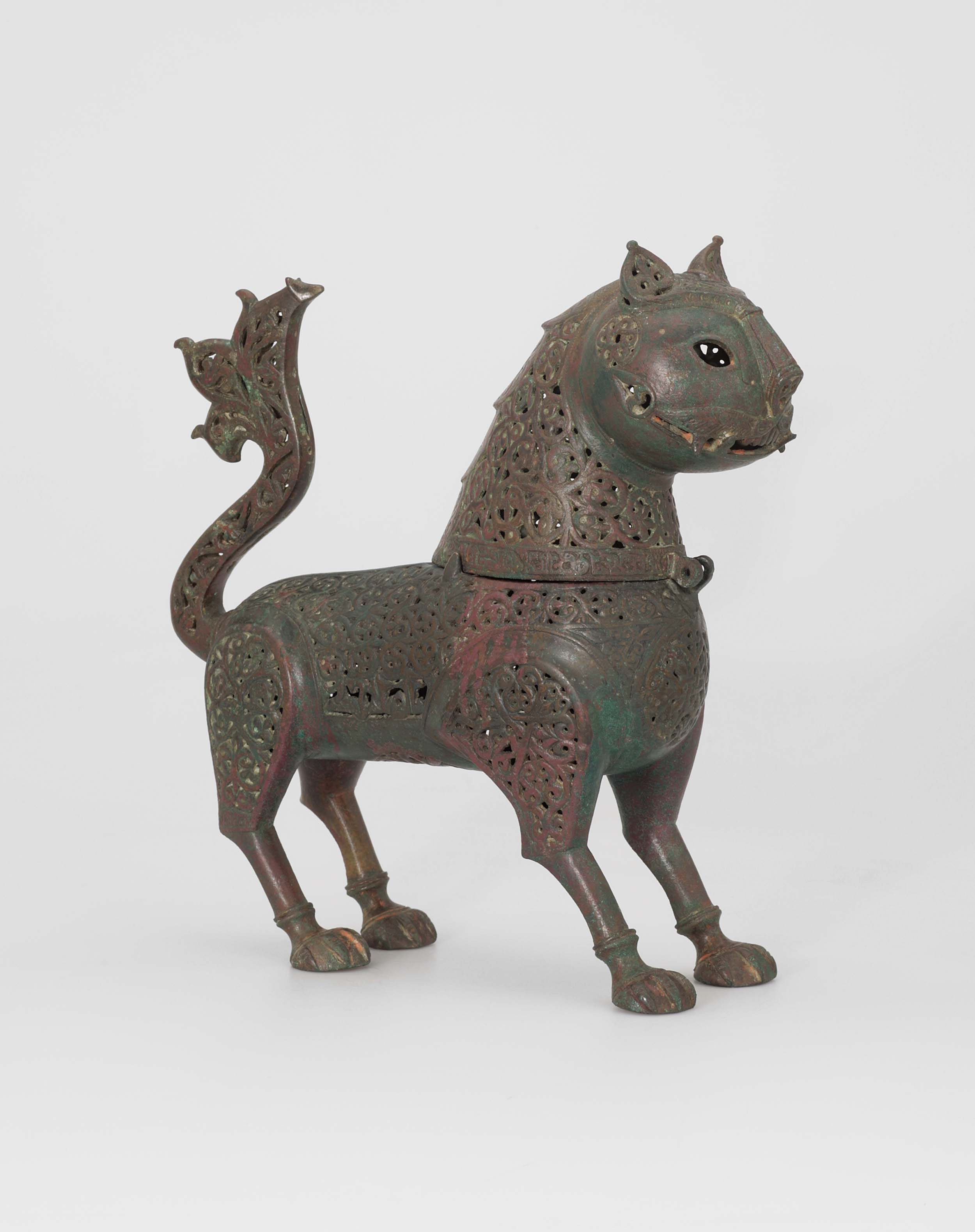
مبخرة على شكل وشق، من أواخر القرن الثاني عشر أو أوائل القرن الثالث عشر، أصلها من إيران

على الرغم من وجود تحريم إسلامي تقليدي على صناعة الأواني من الفضة أو الذهب، إلا أنه لم يكن يُطاع دائمًا، كما يتضح من طبقين فضيين مطليين بالذهب من القرن السابع إلى القرن التاسع، يظهر فيهما أسد يهاجم ثورًا وأمير يقتل أسودًا. وشملت الأعمال المعدنية الأخرى مبخرات وأواني مياه على شكل حيوانات، بالإضافة إلى دلوين من النحاس/البرونز المصبوب من القرنين الثاني عشر والثالث عشر، مزينين بمشاهد من البلاط ومخلوقات خيالية من النحاس والفضة والذهب.
وتضمنت المنسوجات المعروضة أثوابًا مصنوعة في تركيا العثمانية للكنيسة الأرثوذكسية بالإضافة إلى سجادات الصلاة. كانت لوحة من الساتان الأسود، مُطرزة بخيوط من الذهب والفضة، تُشكل جزءًا من الحزام، وهو الحزام الذي يحيط بالجزء العلوي من الكعبة. كان هناك معطف مُطلسم يعود تاريخه إلى القرن السابع عشر أو الثامن عشر، مُزين بأسماء الله التسعة والتسعين في الإسلام وآيات من القرآن الكريم، وقد صُنع لأحد أتباع الدراويش اليسوي.
وتضمنت اللوحات منمنمات من سلطنة مغول الهند، ومنمنمات فارسية التي تعود إلى القرنين الثامن عشر والتاسع عشر، وصور شخصيات من الهند وإيران. ومن بينها لوحة موسى وعوج، وهي لوحة من القرن الخامس عشر تُظهر النبي موسى والنبي عيسى والنبي محمد. وكان العديد من اللوحات التصويرية من رسم رسام المنمنمات المؤثر للغاية في البلاط رضا عباسي في القرن السابع عشر أو من فنانين تعلموا منه أو تأثروا به، بما في ذلك معين مصور.

ومن بين الوسائط الأخرى المعروضة الزجاج (مصباح للمسجد) والحجر، بما في ذلك لوحة مغولية محفور عليها الشهادة وآية العرش من القرآن الكريم.

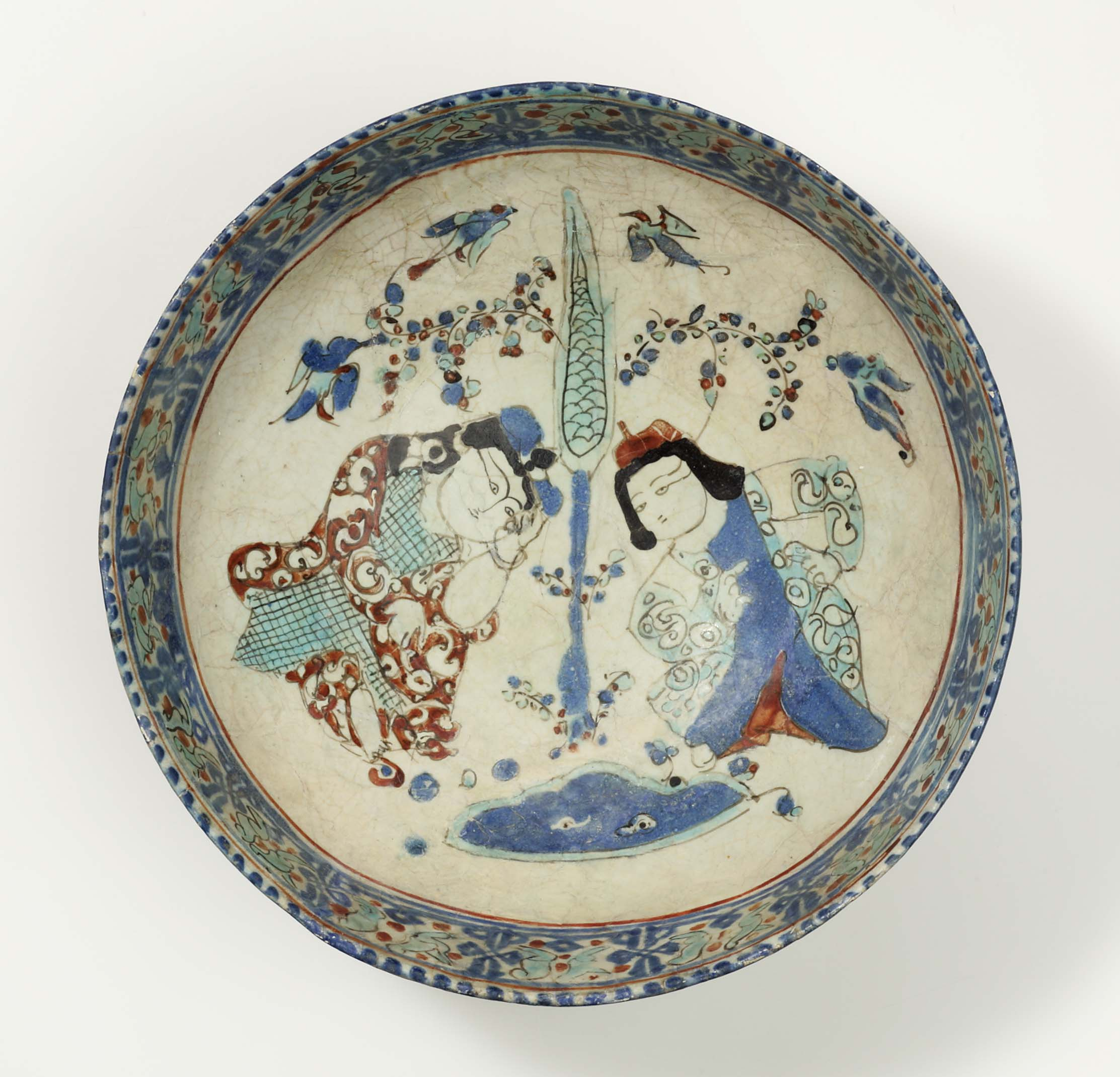
وعاء من عجينة الحجر مزين بالمينا الحمراء والسوداء، ق. 1200 إيران
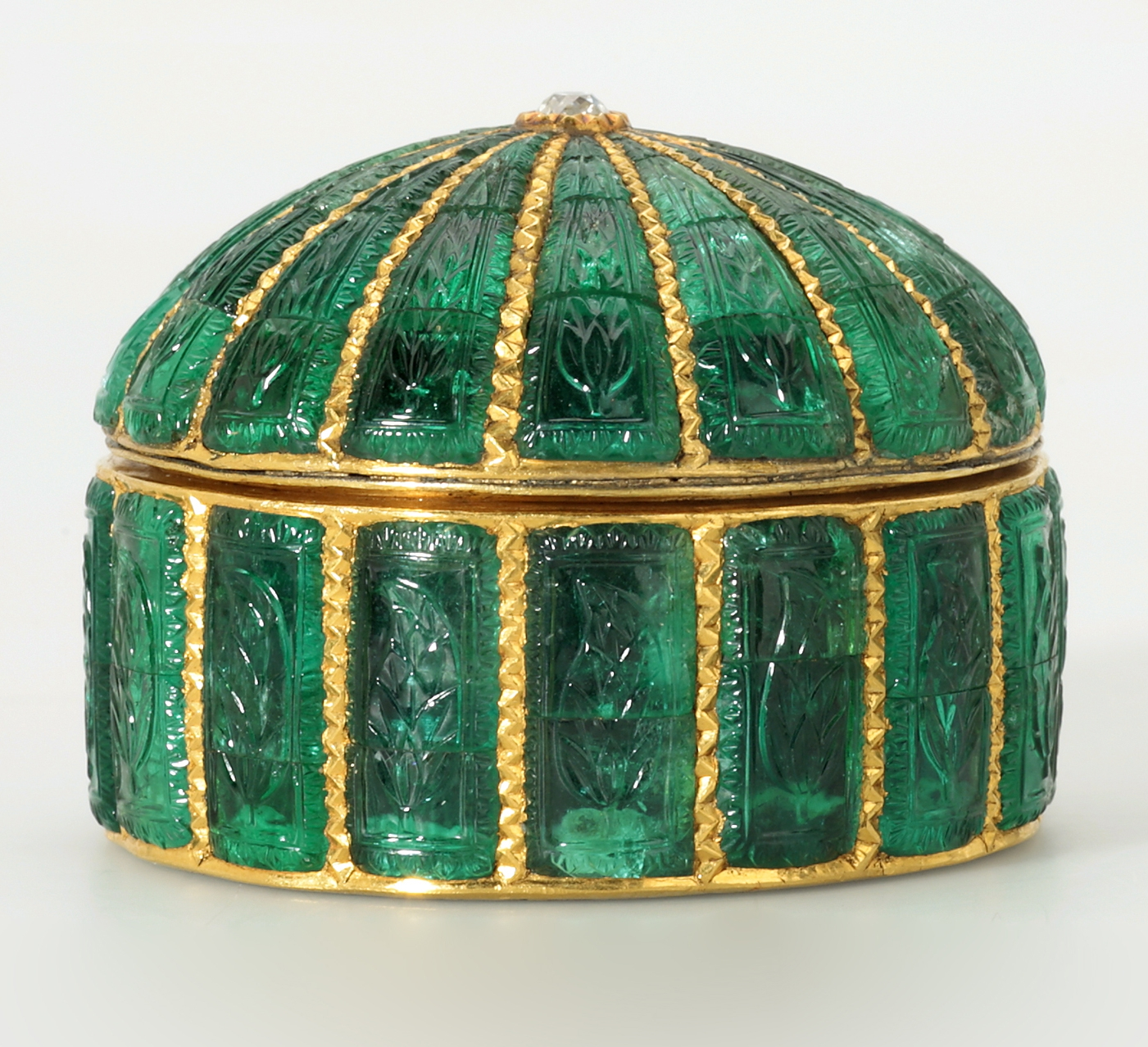
صندوق مرصع بالزمرد، ق. 1635الهند المغولية
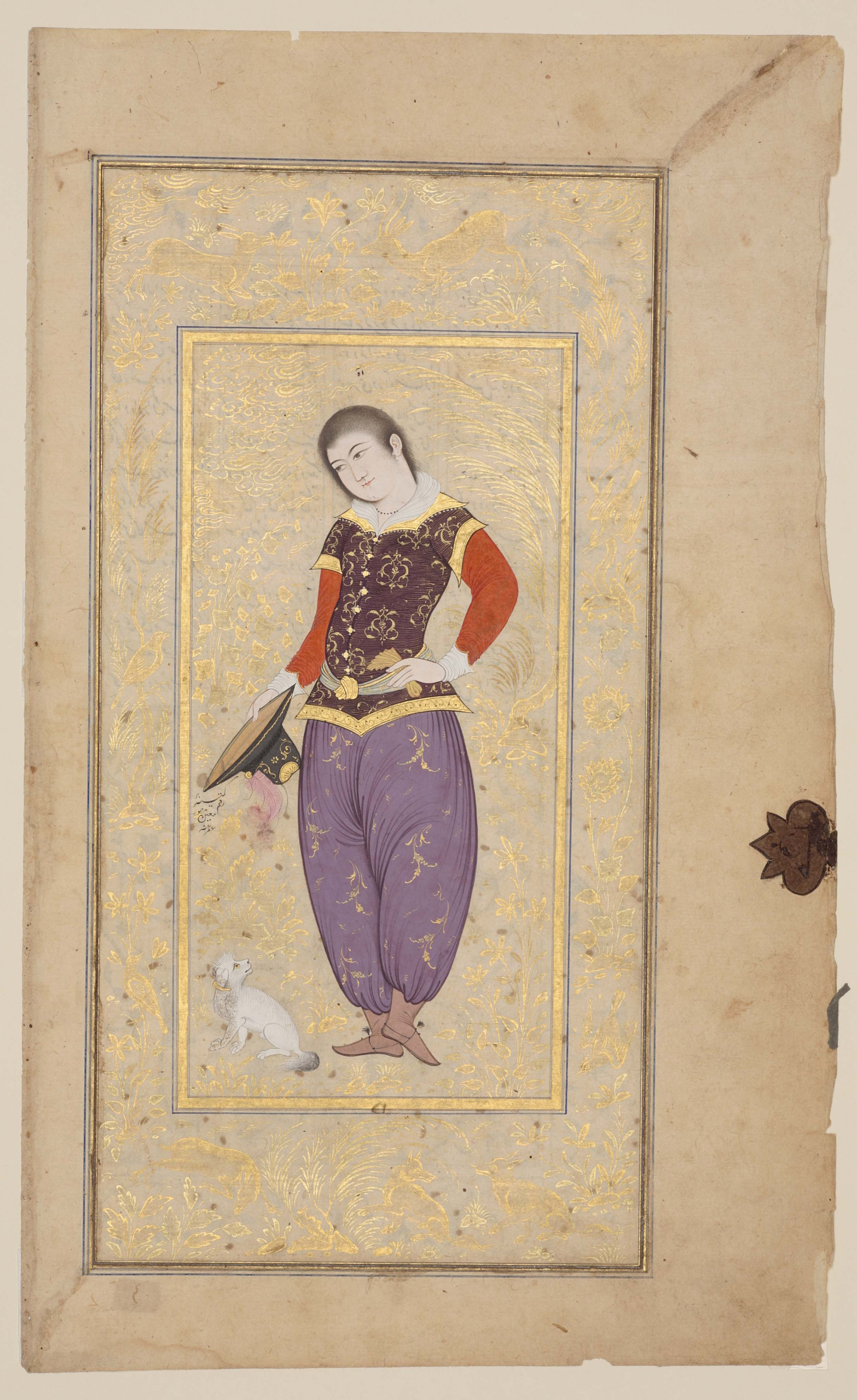
لوحة لشاب يرتدي زيًا أوروبيًا بريشة موين موسافر ، 1648
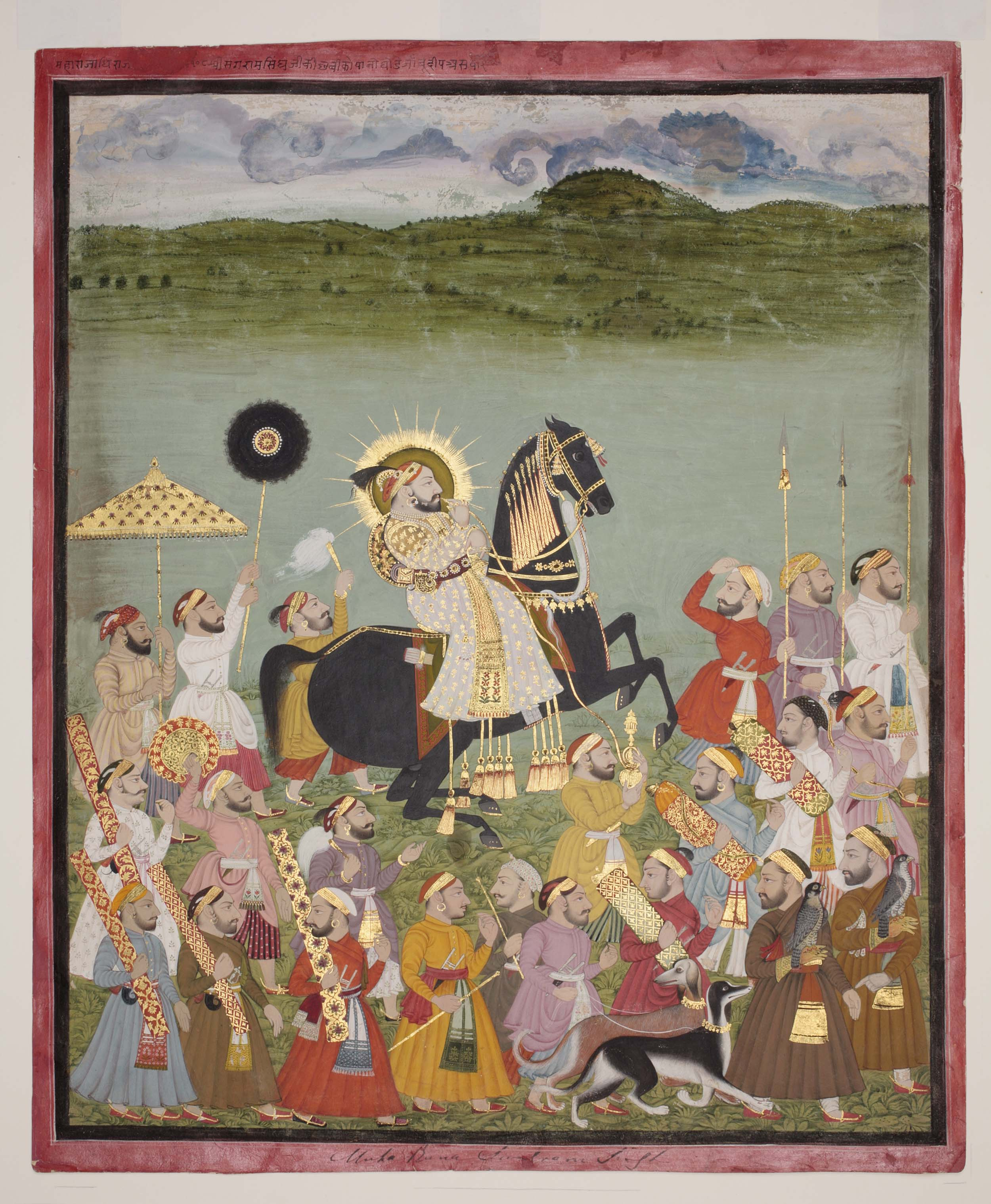
ماهارانا سانجرام سينغ من ميوار [الإنجليزية] يصطاد على حصانه جامبودفيبا؛ الهند في عشرينيات القرن الثامن عشر

وفي شهر حزيران، كان هناك تغيير في أحد أقسام المعرض. ولأسباب تتعلق بالحفاظ على التراث، أُزيلَت 17 لوحة من مجموعة الإرميتاج من العرض واستٌبدلَت بـ 26 عملًا من مجموعة الخليلي. وتضمنت المعروضات الجديدة خمس نسخ من كتاب هوتون شاهنامه المُصوَّر.

## الاستقبال والإرث

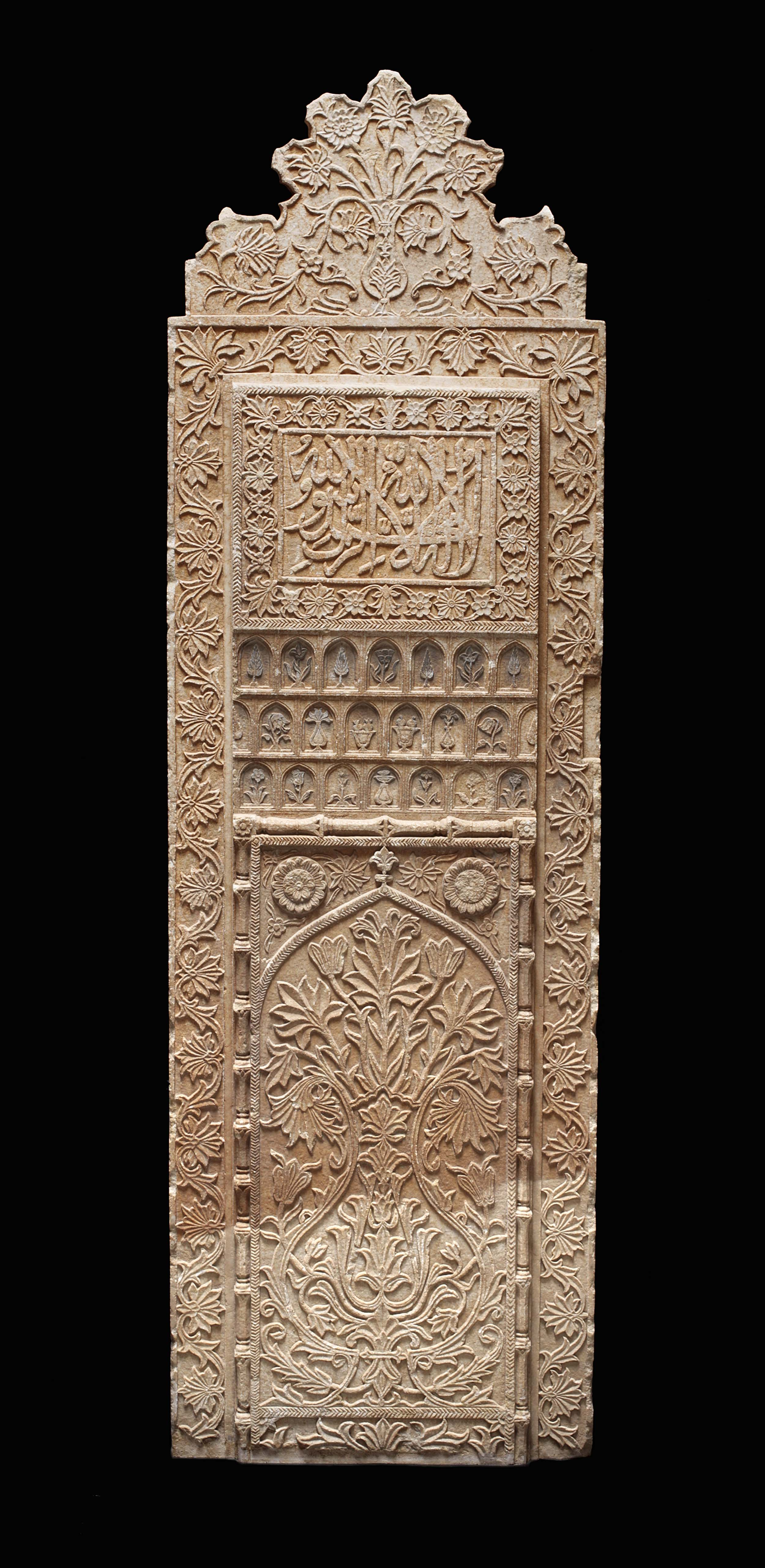
لوحة رخامية محفور عليها الشهادة، القرن السابع عشر، الهند المغولية

وحضر المعرض عدد من نُقاد الفن الذين أشادوا به بشكل واسع. ووصف بيتر كامبل في مجلة لندن ريفيو أوف بوكس المعرض بأنه لم يكن كبيرًا، لكنه "يغطي نطاقًا هائلًا من الزمن والإقليم". وأشار إلى أن معظم الحاضرين للمعرض لم يتمكنوا من قراءة النصوص، ولكنهم ما زالوا قادرين على تقدير مهارة الخط. بالنسبة لأندرو جراهام ديكسون في صحيفة صنداي تلغراف، أظهر المعرض موضوعات مشتركة بين الصوفية والثقافة الإسلامية والغربية. ووصف مخطوطات القرآن الكريم بأنها "أشياء مؤثرة وجميلة" تناسب سياق معرض فني بشكل مدهش. في صحيفة إيفنينج ستاندرد، وصف نيك هاكوورث معرض الجنة على الأرض بأنه "المعرض الأكثر أهمية للفن الإسلامي في لندن منذ ما يقرب من ثلاثة عقود"، وأشاد بشكل خاص بـ "الجمال المُنوم" للمخطوطات المزخرفة للقرآن الكريم.
في مراجعة لصحيفة الغارديان، وصف جوناثان جونز القطع المعروضة بأنها "جميلة"، ونصح بأن "على الجميع الاطلاع على الفن الإسلامي. فهو يُبدد كل الصور النمطية، بما في ذلك فكرة أن الإسلام متطابق في كل زمان ومكان"، حيث لم يستطع الربط بين العالم الإسلامي الفني القديم والعالم الإسلامي الحديث قليل الفنون. وفي الوقت نفسه، قال إن الممارسة الغربية المتمثلة في عرض القطع الدينية في معرض فني يُمكن لأي شخص زيارته تُعتبر خيانةً لتقاليد ثقافية كان الدين فيها جوهريًا. أعربت تارا بيبر في مجلة نيوزويك عن دهشتها من مدى الطبيعة العلمانية للفن. ووصفت المعرض بأنه إعادة بناء "للأجزاء المتنوعة من ثقافة مبهرة". ذكرت جريدة تجارة التحف أن الجنة على الأرض "[تضم] ثروة من التاريخ" في الغرف الخمس وأنها "تستحق المشاهدة بالتأكيد". في صحيفة فاينانشال تايمز، وصف جاكي وولشاجر المعرض بأنه "وليمة حسية" تجمع بين ثراء القادة العلمانيين وتجريد الفن الديني الإسلامي. كما أشار أندرو لامبيرث في مجلة ذا سبيكتاتور إلى التناقض بين الفخامة والتقشف، واصفًا المعرض ككل بأنه جديد ومتماسك.

### المنشورات
نُشر كتالوج يحتوي على 133 قطعة من المعرض، قام بتحريره ميخائيل بيوتروفسكي مع جيه إم روجرز، ونشرته دار نشر بريستل. يتضمن مقالات تمهيدية بقلم بيوتروفسكي، وروجر، وآ. أ. إيفانوف من متحف الإرميتاج.